# ケンチョピア
ケンチョピアは、徳島県徳島市万代町にある徳島県庁前を流れる新町川一帯の愛称。四国のみずべ八十八カ所、とくしま市民遺産に選定。

## 概要
ケンチョピアとは、県庁とピア（桟橋）を合わせた造語であり、ヨットやプレジャーボートの停泊地となっている。川岸には公園や遊歩道がつくられ、ボードウォークや美しい青石がしかれた石の階段もある。クリスマスにはヨットがイルミネーションで飾られる。
また、日本で唯一の県庁前という町中にあるヨットハーバーとしても知られており、NHKのブラタモリのロケではタモリと林田理沙アナウンサーがひょうたん島一周遊覧船に乗船しこの場所を訪れ番組内で感想を述べている。

## 画像

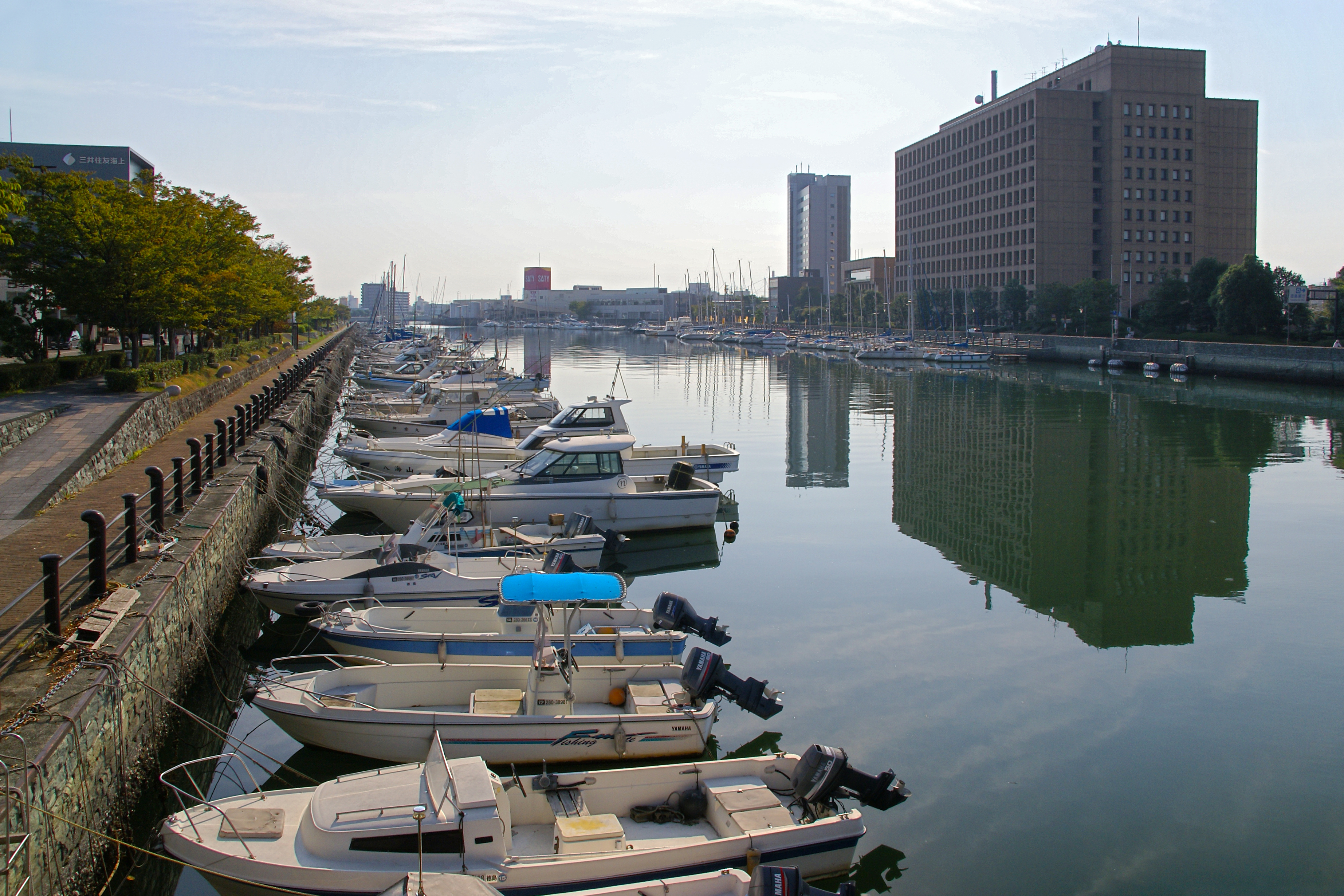
北岸、右の建物が徳島県庁
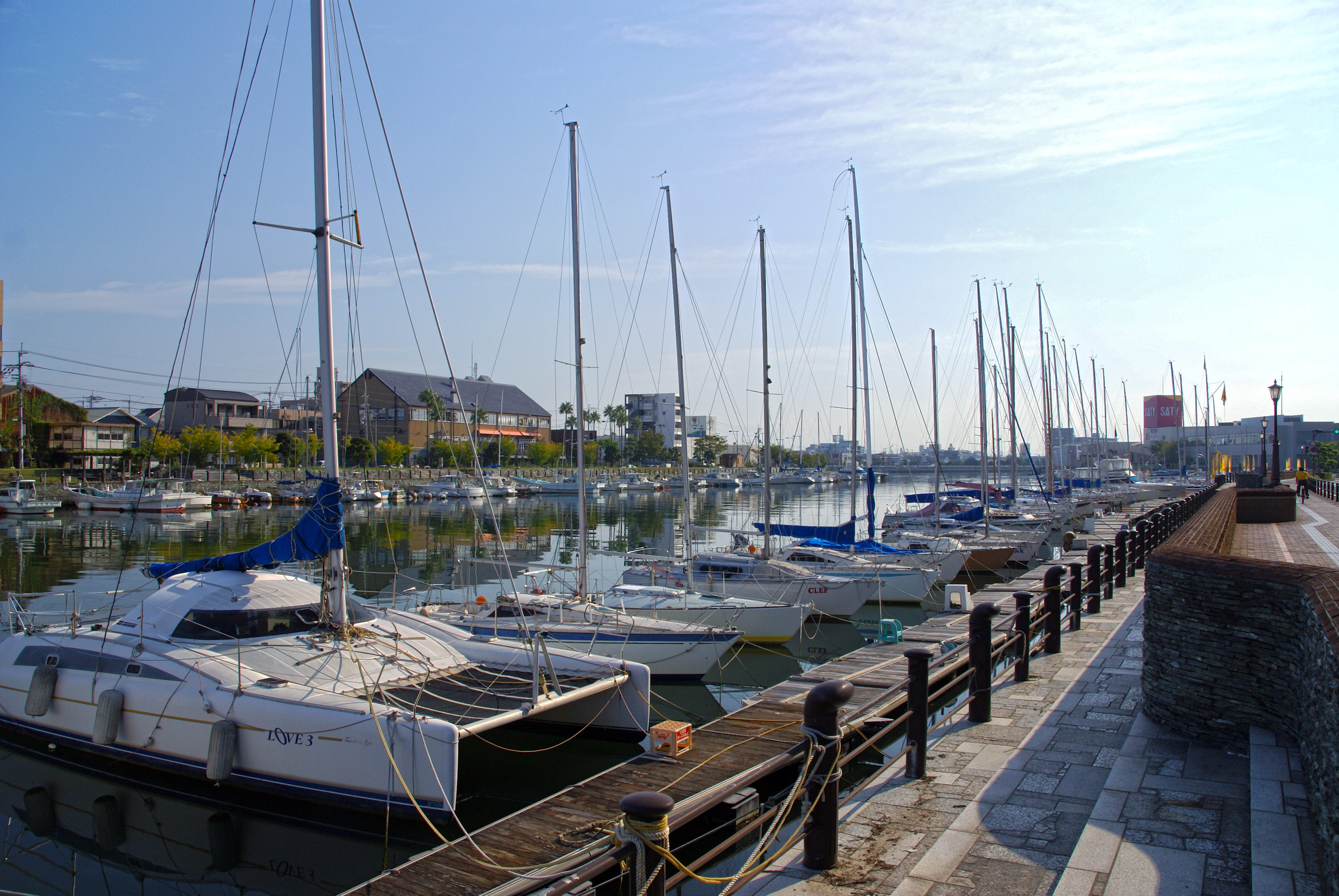
南岸の県庁前
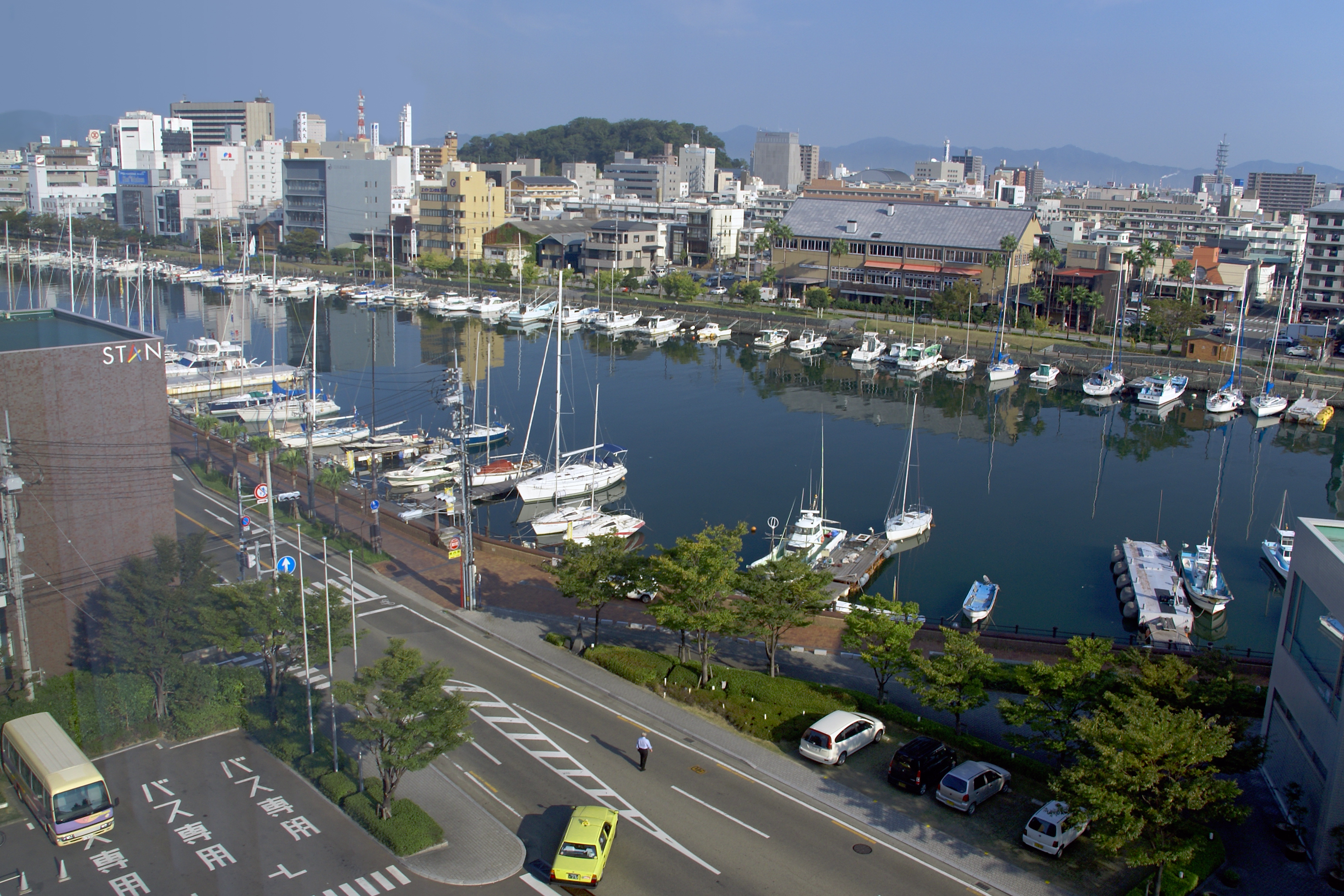
県庁舎から俯瞰
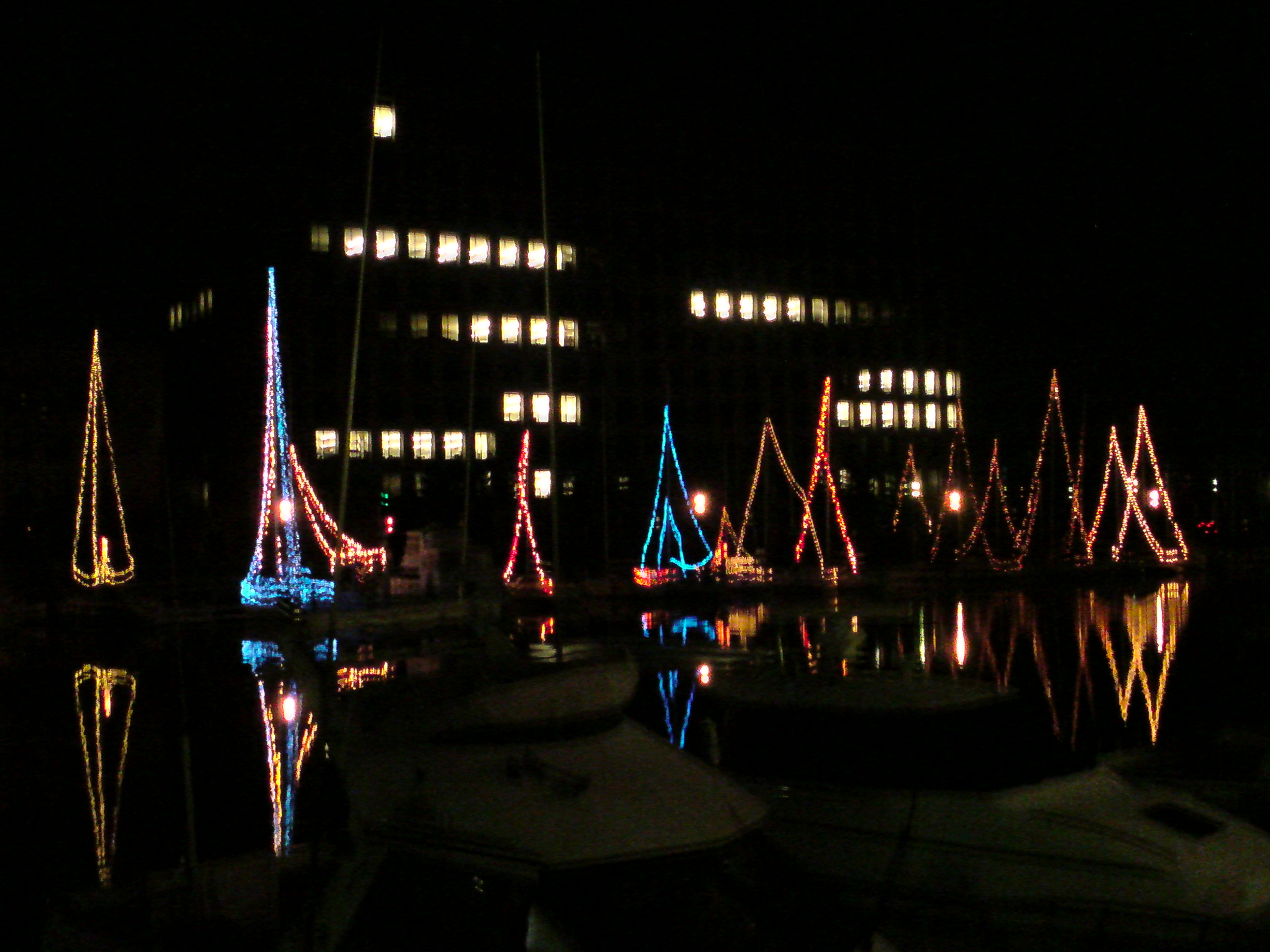
ケンチョピア停泊中のヨットに灯された電飾（2008年12月撮影）

## 新町川沿いにある公園
- 新町川公園
- 藍場浜公園
- 新町川水際公園
- 徳島こども交通公園